# Aage Thordal-Christensen
Aage Thordal-Christensen (Copenaghen, 30 ottobre 1965) è un ex ballerino, coreografo e direttore artistico danese.

## Biografia
Nato e cresciuto a Copenaghen, ha studiato danza all'Accademia del Balletto Reale Danese dal 1972 al 1982 e poi si è perfezionato alla School of American Ballet di New York e alla National Ballet School di Toronto. Di ritorno in patria, ha danzato con il Balletto Reale Danese per un anno e poi si è trasferito negli Stati Uniti per danzare con il Pacific Northwest Ballet per sei anni, tre del quali in veste di primo ballerino. Nel 1992 è tornato a danzare con il Balletto Reale Danese in veste di solista.
Nel 1994 ha fatto il suo esordio come coreografo e negli anni successivi ha coreografi i balletti Behind the Curtain, Room 7, Something Like That e Shaken. Nel 1999 è diventato il più giovane direttore del Balletto Reale Danese e ha mantenuto la carica fino al 2002; in questo periodo ha commissionato nuovi balletti a coreografi di alto profilo come Aleksej Ratmanskij e Peter Martins.
Nel 2006 ha fondato insieme alla moglie Colleen Neary il Los Angeles Ballet, di cui è co-direttore. Con la compagnia californiana ha proseguito la sua opera di coreografo, curando, tra gli altri, un nuovo allestimento de Lo schiaccianoci nel 2007.